# Saint-Céré
Saint-Céré là một xã thuộc tỉnh Lot trong vùng Occitanie phía tây nam nước Pháp.